# 三野草太
三野 草太（みの そうた、1994年10月20日 - ）は、滋賀県大津市出身のサッカー選手。ルーマニア・リーガ1のFC UTAアラド所属。

## 来歴
4歳からサッカーをはじめる。6歳から15歳までAZUL滋賀FCに入団。高校時代は全国を目指し、岡山県作陽高等学校へ。藍野大学にて医療資格を学びながら、滋賀にて実業団クラブレイジェンド滋賀FCに所属し、2015年には関西サッカーリーグの最優秀新人賞を受賞。
2016年、21歳でマルタ・プレミアリーグのフィグラ・ユナイテッドFCとプロ契約。
2017年、22歳でマルタ・プレミアリーグのGharghur FCとプロ契約し、ディフェンシブMFとして出場。
2018年、ルーマニアリーグ・liga2のFCメタログロブス・ブカレストに移籍。
2021年に同じリーガ2のFCヘルマンシュタットへ移籍。2021-22シーズンはスタメンの座を掴み、29試合に出場、リーガ1昇格に貢献した。2022-23シーズンは36試合に出場、1部リーグでもスタメンに定着し、残留に貢献した。2023-24シーズンのFC UTAアラド戦でルーマニア移籍後6年目にして初ゴールを挙げた。このシーズンは35試合に出場し、2ゴールを挙げた。
2024年にシェプシOSKスフントゥ・ゲオルゲに移籍。2024-25シーズンも主力として35試合に出場した。クラブはレギュラーシーズンを下位プレーオフ最上位の7位で終えたが、その後は下位プレーオフで1勝しか挙げられず大失速。15位で2部降格となった。
2025年7月15日、FC UTAアラドと2025-26シーズンの契約を結んで加入した。